# Meta bourneti
Meta bourneti Simon, 1922 è un ragno appartenente alla famiglia Tetragnathidae.

## Distribuzione
La specie è stata rinvenuta in diverse località della regione compresa fra l'Europa e la Georgia e in Africa settentrionale

## Tassonomia
Non sono stati esaminati esemplari di questa specie dal 2011
Attualmente, a dicembre 2013, non sono note sottospecie